# Prothèse articulaire
Une prothèse articulaire est un ajout ou mieux une substitution synthétique destinée à remplacer en partie ou en totalité les surfaces articulaires d'une articulation humaine ou animale. La restauration associée des moyens d'union passifs est limitée, partielle ou totale. C'est une endoprothèse.

## Vue d'ensemble
L'élaboration d'une prothèse pose le problème :
- de la manière dont elle va simuler l'action de la partie remplacée (biomécanique, ergonomie) ;
- de la tolérance de l'organisme vis-à-vis de ce corps étranger ;
- de la dégradation
  - dégradation chimique du matériau dans le corps humain (par corrosion),
  - usure mécanique, et notamment du fretting (usure sous un faible débattement, avec accumulation des produits d'usure au niveau de la surface de contact),
  - lorsque les produits d'usure s'échappent, ils peuvent provoquer des granulomes : étant des corps étrangers, ils sont absorbés par les macrophages, formant les granulomes ; ces granulomes entraînent une résorption de l'os autour de la prothèse (ostéolyse périprothétique) ce qui fragilise l'ancrage et rend problématique le remplacement ;
- de l'esthétique. L'esthétique d'une exo-prothèse est un problème qui préoccupe les amputés, spécialement pour les membres supérieurs. Il existe des gants en silicone pour recouvrir la prothèse de l'avant-bras.

Parmi les méthodes les plus anciennes de traitement de lésions articulaires, figure l'arthroplastie par interposition qui a recours à des matériaux certes mous et souples, mais de résistance et de solidité insuffisante.
Des matériaux rigides tels que métal ou verre modelés en forme de condyle (surface articulaire courbe convexe) fixé à l'une des surfaces articulaires permettent quelques succès, mais persiste le problème posé par la surface articulaire en regard.
Au niveau du genou, l'imprécision géométrique est source de cinématique médiocre et de tensions anormales des parties molles.
Une observation à retenir avec les pièces en forme de « condyle », tel que cup arthroplasty ou arthroplastie à cupule à la hanche ou au genou plateau tibial de MacIntosh, est la formation d'une membrane fibreuse sous la pièce synthétique, surmontant un nouveau socle d'os sous-jacent.
Ce (re)modelage tissulaire se produit en interface de micromouvements et en réponse aux sollicitations subies par les extrémités exposées de tissu osseux spongieux.
De nos jours, des implants conçus avec des surfaces relativement lisses sont en contact avec l'os; toutefois, l'incidence de douleur, migration et descellement est plus élevée avec de tels implants comparés à ceux qui offrent une plus grande rigidité de fixation.
Le succès de pièces articulaires plus massives avec des tiges non cimentées endo-médullaires, telles que les hémiarthroplasties de hanche ou les prothèses à charnière de genou dépend dans une large mesure de l'obtention d'un niveau assez faible de micromouvements entre tige et os avec aussi assez peu de sollicitation de l'os.
La chirurgie de prothèse ou remplacement d'articulations commence de fait au début des années 60 quand Charnley propose les pièces cimentées métal-polyéthylène pour la hanche et à la fin des années 60 quand Gunston adapte cette conception au genou.
Les principes proposées par Charnley comportent la fixation rigide des pièces articulaires à l'os, la restauration des deux versants articulaires et le recours à des matériaux à faible coefficient de friction et d'usure.
Ce paradigme à ce jour résiste encore à l'épreuve du temps.

### De nos jours
Au cours des années 1970, le nombre de prothèses articulaires posées s'envole.
Un grand nombre de modèles de prothèses de hanche voit le jour, tous reposent sur le concept Charnley.
Une exception est le recours au couple métal-métal avec le modèle McKee-Farrar, dont sont réopérés nombre de patients, mais pas tous.
Presque toute l'attention dans la technique opératoire est, pendant au moins une génération d'opérateurs, tournée vers la qualité de l'apposition ciment-os, dont tous espèrent la meilleure résistance au cisaillement..
Quelques modèles de prothèses « totales » de genou s'avèrent brillantes à long terme, mais combien de modèles tombent en désuétude faute de prise en compte de la cinématique, du rôle des ligaments croisés, de la mécanique rotule-trochlée et des impératifs d'un scellement adapté.
La majorité des modèles en usage aujourd'hui, remplacements unicompartimentaire, condyliens avec ou sans conservation de croisé(s), à plateau mobile, à condyles stabilisés, à charnière rotatoire ou fixe, tous sont proposés avant la fin de la décennie 70.
Les couples céramique-polyéthylene et céramique-céramique sont proposés à la hanche avant 1980.
Dans les années 1980, deux axes de recherche sont suivis : instrumentation, surtout pour le genou, et pièces scellées sans ciment à revêtement poreux pour scellement définitif.
Au genou, la technique opératoire évolue vers un meilleur alignement et un meilleur équilibre des parties molles.
Le revêtement poreux, quand il assure un scellement initial rigide, permet une ostéo-intégration suffisante pour assurer de bons résultats à long terme.
Certains modèles non cimentés de tige fémorale de hanche, de cotyle et de tige fémorale de genou ont une survie supérieure aux modèles cimentés.
Le revêtement à hydroxy-apatite (HA) montre aussi une survie à 10 ans élevée.
De nos jours, nombre de modèles de prothèses de hanche ou de genou montrent une survie supérieure à 90 pour cent à 10 ans.
La grande majorité des sujets âgés a ainsi l'assurance de ne pas devoir être réopérée.
De nos jours, les modèles de prothèses de hanche et genou offrent une palette de tailles et de segments modulaires telle que l'on peut faire face à pratiquement toutes les éventualités en matière de chirurgie de première intention comme de reprise.
L'instrumentation est élaborée, habituellement bien usinée, et souvent trop complexe sans parler même de la « navigation informatisée ».
Elle permet en tout cas au chirurgien d'assurer un positionnement précis des pièces articulaires et un bon alignement du membre restauré.

## Difficultés, inconvénients
Le choix de matériaux biocompatibles diminue les risques de rejet, mais les prothèses articulaires et implants métalliques peuvent s'user et produire des débris de taille moléculaire ou nanométrique, sources d'allergies dites « métalloses ». Ceci est particulièrement vrai pour les prothèses contenant du chrome du cobalt et/ou du nickel. Les corticoïdes sont presque toujours sans effets et le seul traitement consiste à retirer l'implant, la seule prévention serait d'utiliser des implants insensibles à la corrosion. Un antécédent d'allergie au métaux et une sensibilisation induite par la corrosion de l'implant sont des facteurs favorisants. Le titane a longtemps été présenté comme moins allergène, mais des cas d'allergies sont néanmoins démontrés,.